# Rio Gotiş
O Rio Gotiş é um rio da Romênia, afluente do Bâsca Roziliei, localizado no distrito de Buzău.